# Unicodeblock Verschiedene mathematische Symbole-B
Der Unicodeblock Verschiedene mathematische Symbole-B (U+2980 bis U+29FF, englisch Miscellaneous Mathematical Symbols-B) enthält zahlreiche weitere mathematische Symbole und Operatoren.
Weitere Blöcke mit mathematischen Symbolen sind der Unicodeblock Verschiedene mathematische Symbole-A, der Unicodeblock Mathematische Operatoren und der Unicodeblock Zusätzliche Mathematische Operatoren.

## Tabelle
Alle Zeichen haben die bidirektionale Klasse „Anderes neutrales Zeichen“.
| Unicodenummer  | Zeichen (400 %) | Kategorie                             | Offizielle Bezeichnung                                                | Beschreibung                                                                                     |
| -------------- | --------------- | ------------------------------------- | --------------------------------------------------------------------- | ------------------------------------------------------------------------------------------------ |
| U+2980 (10624) | ⦀               | mathematisches Symbol                 | TRIPLE VERTICAL BAR DELIMITER                                         | Trennzeichen in Form dreier senkrechter Striche                                                  |
| U+2981 (10625) | ⦁               | mathematisches Symbol                 | Z NOTATION SPOT                                                       | Punkt der Z-Notation                                                                             |
| U+2982 (10626) | ⦂               | mathematisches Symbol                 | Z NOTATION TYPE COLON                                                 | Doppelpunkt in der Art der Z-Notation                                                            |
| U+2983 (10627) | ⦃               | öffnende Punktierung (eines Paars)    | LEFT WHITE CURLY BRACKET                                              | Öffnende weiße geschweifte Klammer                                                               |
| U+2984 (10628) | ⦄               | schließende Punktierung (eines Paars) | RIGHT WHITE CURLY BRACKET                                             | Schließende weiße geschweifte Klammer                                                            |
| U+2985 (10629) | ⦅               | öffnende Punktierung (eines Paars)    | LEFT WHITE PARENTHESIS                                                | Öffnende weiße runde Klammer                                                                     |
| U+2986 (10630) | ⦆               | schließende Punktierung (eines Paars) | RIGHT WHITE PARENTHESIS                                               | Schließende weiße runde Klammer                                                                  |
| U+2987 (10631) | ⦇               | öffnende Punktierung (eines Paars)    | Z NOTATION LEFT IMAGE BRACKET                                         |                                                                                                  |
| U+2988 (10632) | ⦈               | schließende Punktierung (eines Paars) | Z NOTATION RIGHT IMAGE BRACKET                                        |                                                                                                  |
| U+2989 (10633) | ⦉               | öffnende Punktierung (eines Paars)    | Z NOTATION LEFT BINDING BRACKET                                       |                                                                                                  |
| U+298A (10634) | ⦊               | schließende Punktierung (eines Paars) | Z NOTATION RIGHT BINDING BRACKET                                      |                                                                                                  |
| U+298B (10635) | ⦋               | öffnende Punktierung (eines Paars)    | LEFT SQUARE BRACKET WITH UNDERBAR                                     | Öffnende eckige Klammer mit Unterstrich                                                          |
| U+298C (10636) | ⦌               | schließende Punktierung (eines Paars) | RIGHT SQUARE BRACKET WITH UNDERBAR                                    | Schließende eckige Klammer mit Unterstrich                                                       |
| U+298D (10637) | ⦍               | öffnende Punktierung (eines Paars)    | LEFT SQUARE BRACKET WITH TICK IN TOP CORNER                           | Öffnende eckige Klammer mit Strichlein in der oberen Ecke                                        |
| U+298E (10638) | ⦎               | schließende Punktierung (eines Paars) | RIGHT SQUARE BRACKET WITH TICK IN BOTTOM CORNER                       | Schließende eckige Klammer mit Strichlein in der unteren Ecke                                    |
| U+298F (10639) | ⦏               | öffnende Punktierung (eines Paars)    | LEFT SQUARE BRACKET WITH TICK IN BOTTOM CORNER                        | Öffnende eckige Klammer mit Strichlein in der unteren Ecke                                       |
| U+2990 (10640) | ⦐               | schließende Punktierung (eines Paars) | RIGHT SQUARE BRACKET WITH TICK IN TOP CORNER                          | Schließende eckige Klammer mit Strichlein in der oberen Ecke                                     |
| U+2991 (10641) | ⦑               | öffnende Punktierung (eines Paars)    | LEFT ANGLE BRACKET WITH DOT                                           | Öffnende spitze Klammer mit Punkt                                                                |
| U+2992 (10642) | ⦒               | schließende Punktierung (eines Paars) | RIGHT ANGLE BRACKET WITH DOT                                          | Schließende spitze Klammer mit Punkt                                                             |
| U+2993 (10643) | ⦓               | öffnende Punktierung (eines Paars)    | LEFT ARC LESS-THAN BRACKET                                            |                                                                                                  |
| U+2994 (10644) | ⦔               | schließende Punktierung (eines Paars) | RIGHT ARC GREATER-THAN BRACKET                                        |                                                                                                  |
| U+2995 (10645) | ⦕               | öffnende Punktierung (eines Paars)    | DOUBLE LEFT ARC GREATER-THAN BRACKET                                  |                                                                                                  |
| U+2996 (10646) | ⦖               | schließende Punktierung (eines Paars) | DOUBLE RIGHT ARC LESS-THAN BRACKET                                    |                                                                                                  |
| U+2997 (10647) | ⦗               | öffnende Punktierung (eines Paars)    | LEFT BLACK TORTOISE SHELL BRACKET                                     | Öffnende schwarze „Schildkrötenpanzer-Klammer“                                                   |
| U+2998 (10648) | ⦘               | schließende Punktierung (eines Paars) | RIGHT BLACK TORTOISE SHELL BRACKET                                    | Schließende schwarze „Schildkrötenpanzer-Klammer“                                                |
| U+2999 (10649) | ⦙               | mathematisches Symbol                 | DOTTED FENCE                                                          | Gepunkteter Zaun                                                                                 |
| U+299A (10650) | ⦚               | mathematisches Symbol                 | VERTICAL ZIGZAG LINE                                                  | Senkrechte Zickzacklinie                                                                         |
| U+299B (10651) | ⦛               | mathematisches Symbol                 | MEASURED ANGLE OPENING LEFT                                           | Gerichteter Winkel nach links geöffnet                                                           |
| U+299C (10652) | ⦜               | mathematisches Symbol                 | RIGHT ANGLE VARIANT WITH SQUARE                                       | Variante eines rechten Winkels mit Quadrat                                                       |
| U+299D (10653) | ⦝               | mathematisches Symbol                 | MEASURED RIGHT ANGLE WITH DOT                                         | Gerichteter rechter Winkel mit Punkt                                                             |
| U+299E (10654) | ⦞               | mathematisches Symbol                 | ANGLE WITH S INSIDE                                                   | Winkel mit einem S darin                                                                         |
| U+299F (10655) | ⦟               | mathematisches Symbol                 | ACUTE ANGLE                                                           | Spitzer Winkel                                                                                   |
| U+29A0 (10656) | ⦠               | mathematisches Symbol                 | SPHERICAL ANGLE OPENING LEFT                                          | Raumwinkel nach links geöffnet                                                                   |
| U+29A1 (10657) | ⦡               | mathematisches Symbol                 | SPHERICAL ANGLE OPENING UP                                            | Raumwinkel nach oben geöffnet                                                                    |
| U+29A2 (10658) | ⦢               | mathematisches Symbol                 | TURNED ANGLE                                                          | Gedrehtes Winkelzeichen                                                                          |
| U+29A3 (10659) | ⦣               | mathematisches Symbol                 | REVERSED ANGLE                                                        | Gewendetes Winkelzeichen                                                                         |
| U+29A4 (10660) | ⦤               | mathematisches Symbol                 | ANGLE WITH UNDERBAR                                                   | Winkelzeichen mit Unterstrich                                                                    |
| U+29A5 (10661) | ⦥               | mathematisches Symbol                 | REVERSED ANGLE WITH UNDERBAR                                          | Gewendetes Winkelzeichen mit Unterstrich                                                         |
| U+29A6 (10662) | ⦦               | mathematisches Symbol                 | OBLIQUE ANGLE OPENING UP                                              | Stumpfer Winkel mit Öffnung nach oben                                                            |
| U+29A7 (10663) | ⦧               | mathematisches Symbol                 | OBLIQUE ANGLE OPENING DOWN                                            | Stumpfer Winkel mit Öffnung nach unten                                                           |
| U+29A8 (10664) | ⦨               | mathematisches Symbol                 | MEASURED ANGLE WITH OPEN ARM ENDING IN ARROW POINTING UP AND RIGHT    | Gerichteter Winkel nach rechts geöffnet mit Pfeil nach rechts oben                               |
| U+29A9 (10665) | ⦩               | mathematisches Symbol                 | MEASURED ANGLE WITH OPEN ARM ENDING IN ARROW POINTING UP AND LEFT     | Gerichteter Winkel nach links geöffnet mit Pfeil nach links oben                                 |
| U+29AA (10666) | ⦪               | mathematisches Symbol                 | MEASURED ANGLE WITH OPEN ARM ENDING IN ARROW POINTING DOWN AND RIGHT  | Gerichteter Winkel nach rechts geöffnet mit Pfeil nach rechts unten                              |
| U+29AB (10667) | ⦫               | mathematisches Symbol                 | MEASURED ANGLE WITH OPEN ARM ENDING IN ARROW POINTING DOWN AND LEFT   | Gerichteter Winkel nach links geöffnet mit Pfeil nach links unten                                |
| U+29AC (10668) | ⦬               | mathematisches Symbol                 | MEASURED ANGLE WITH OPEN ARM ENDING IN ARROW POINTING RIGHT AND UP    | Gerichteter Winkel nach oben geöffnet mit Pfeil nach rechts oben                                 |
| U+29AD (10669) | ⦭               | mathematisches Symbol                 | MEASURED ANGLE WITH OPEN ARM ENDING IN ARROW POINTING LEFT AND UP     | Gerichteter Winkel nach oben geöffnet mit Pfeil nach links oben                                  |
| U+29AE (10670) | ⦮               | mathematisches Symbol                 | MEASURED ANGLE WITH OPEN ARM ENDING IN ARROW POINTING RIGHT AND DOWN  | Gerichteter Winkel nach unten geöffnet mit Pfeil nach rechts unten                               |
| U+29AF (10671) | ⦯               | mathematisches Symbol                 | MEASURED ANGLE WITH OPEN ARM ENDING IN ARROW POINTING LEFT AND DOWN   | Gerichteter Winkel nach unten geöffnet mit Pfeil nach links unten                                |
| U+29B0 (10672) | ⦰               | mathematisches Symbol                 | REVERSED EMPTY SET                                                    | Gewendetes Leere-Menge-Zeichen                                                                   |
| U+29B1 (10673) | ⦱               | mathematisches Symbol                 | EMPTY SET WITH OVERBAR                                                | Leere-Menge-Zeichen mit Überstrich                                                               |
| U+29B2 (10674) | ⦲               | mathematisches Symbol                 | EMPTY SET WITH SMALL CIRCLE ABOVE                                     | Leere-Menge-Zeichen mit übergesetztem Kreis                                                      |
| U+29B3 (10675) | ⦳               | mathematisches Symbol                 | EMPTY SET WITH RIGHT ARROW ABOVE                                      | Leere-Menge-Zeichen mit übergesetztem Pfeil nach rechts                                          |
| U+29B4 (10676) | ⦴               | mathematisches Symbol                 | EMPTY SET WITH LEFT ARROW ABOVE                                       | Leere-Menge-Zeichen mit übergesetztem Pfeil nach links                                           |
| U+29B5 (10677) | ⦵               | mathematisches Symbol                 | CIRCLE WITH HORIZONTAL BAR                                            | Kreis mit Querstrich                                                                             |
| U+29B6 (10678) | ⦶               | mathematisches Symbol                 | CIRCLED VERTICAL BAR                                                  | Eingekreister senkrechter Strich                                                                 |
| U+29B7 (10679) | ⦷               | mathematisches Symbol                 | CIRCLED PARALLEL                                                      | Eingekreistes Parallel-zu-Zeichen                                                                |
| U+29B8 (10680) | ⦸               | mathematisches Symbol                 | CIRCLED REVERSE SOLIDUS                                               | Eingekreister umgekehrter Schrägstrich                                                           |
| U+29B9 (10681) | ⦹               | mathematisches Symbol                 | CIRCLED PERPENDICULAR                                                 |                                                                                                  |
| U+29BA (10682) | ⦺               | mathematisches Symbol                 | CIRCLE DIVIDED BY HORIZONTAL BAR AND TOP HALF DIVIDED BY VERTICAL BAR | Kreis geteilt durch einen Querstrich und die obere Hälfte geteilt durch einen senkrechten Strich |
| U+29BB (10683) | ⦻               | mathematisches Symbol                 | CIRCLE WITH SUPERIMPOSED X                                            | Kreis mit darübergelegtem X                                                                      |
| U+29BC (10684) | ⦼               | mathematisches Symbol                 | CIRCLED ANTICLOCKWISE-ROTATED DIVISION SIGN                           | Eingekreistes gegen den Uhrzeigersinn gedrehtes Divisionszeichen                                 |
| U+29BD (10685) | ⦽               | mathematisches Symbol                 | UP ARROW THROUGH CIRCLE                                               | Pfeil nach oben durch Kreis hindurch                                                             |
| U+29BE (10686) | ⦾               | mathematisches Symbol                 | CIRCLED WHITE BULLET                                                  | Eingekreistes weißes Aufzählungszeichen                                                          |
| U+29BF (10687) | ⦿               | mathematisches Symbol                 | CIRCLED BULLET                                                        | Eingekreistes Aufzählungszeichen                                                                 |
| U+29C0 (10688) | ⧀               | mathematisches Symbol                 | CIRCLED LESS-THAN                                                     | Eingekreistes Kleiner-als-Zeichen                                                                |
| U+29C1 (10689) | ⧁               | mathematisches Symbol                 | CIRCLED GREATER-THAN                                                  | Eingekreistes Größer-als-Zeichen                                                                 |
| U+29C2 (10690) | ⧂               | mathematisches Symbol                 | CIRCLE WITH SMALL CIRCLE TO THE RIGHT                                 | Kreis mit kleinem Kreis an der rechten Seite                                                     |
| U+29C3 (10691) | ⧃               | mathematisches Symbol                 | CIRCLE WITH TWO HORIZONTAL STROKES TO THE RIGHT                       | Kreis mit zwei waagerechten Strichen an der rechten Seite                                        |
| U+29C4 (10692) | ⧄               | mathematisches Symbol                 | SQUARED RISING DIAGONAL SLASH                                         | Von einem Quadrat umschlossene steigende Diagonale                                               |
| U+29C5 (10693) | ⧅               | mathematisches Symbol                 | SQUARED FALLING DIAGONAL SLASH                                        | Von einem Quadrat umschlossene fallende Diagonale                                                |
| U+29C6 (10694) | ⧆               | mathematisches Symbol                 | SQUARED ASTERISK                                                      | Von einem Quadrat umschlossenes Sternchen                                                        |
| U+29C7 (10695) | ⧇               | mathematisches Symbol                 | SQUARED SMALL CIRCLE                                                  | Von einem Quadrat umschlossener kleiner Kreis                                                    |
| U+29C8 (10696) | ⧈               | mathematisches Symbol                 | SQUARED SQUARE                                                        | Von einem Quadrat umschlossenes Quadrat                                                          |
| U+29C9 (10697) | ⧉               | mathematisches Symbol                 | TWO JOINED SQUARES                                                    | Zwei verbundene Quadrate                                                                         |
| U+29CA (10698) | ⧊               | mathematisches Symbol                 | TRIANGLE WITH DOT ABOVE                                               | Dreieck mit übergesetztem Punkt                                                                  |
| U+29CB (10699) | ⧋               | mathematisches Symbol                 | TRIANGLE WITH UNDERBAR                                                | Dreieck mit Unterstrich                                                                          |
| U+29CC (10700) | ⧌               | mathematisches Symbol                 | S IN TRIANGLE                                                         | S in einem Dreieck                                                                               |
| U+29CD (10701) | ⧍               | mathematisches Symbol                 | TRIANGLE WITH SERIFS AT BOTTOM                                        | Dreieck mit Serifen an der Unterseite                                                            |
| U+29CE (10702) | ⧎               | mathematisches Symbol                 | RIGHT TRIANGLE ABOVE LEFT TRIANGLE                                    | Nach rechts zeigendes Dreieck über nach links zeigendem Dreieck                                  |
| U+29CF (10703) | ⧏               | mathematisches Symbol                 | LEFT TRIANGLE BESIDE VERTICAL BAR                                     | Nach links zeigendes Dreieck neben senkrechtem Strich                                            |
| U+29D0 (10704) | ⧐               | mathematisches Symbol                 | VERTICAL BAR BESIDE RIGHT TRIANGLE                                    | Senkrechter Strich neben einem nach rechts zeigenden Dreieck                                     |
| U+29D1 (10705) | ⧑               | mathematisches Symbol                 | BOWTIE WITH LEFT HALF BLACK                                           | Fliege mit schwarzer linker Hälfte                                                               |
| U+29D2 (10706) | ⧒               | mathematisches Symbol                 | BOWTIE WITH RIGHT HALF BLACK                                          | Fliege mit schwarzer rechter Hälfte                                                              |
| U+29D3 (10707) | ⧓               | mathematisches Symbol                 | BLACK BOWTIE                                                          | Schwarze Fliege                                                                                  |
| U+29D4 (10708) | ⧔               | mathematisches Symbol                 | TIMES WITH LEFT HALF BLACK                                            | Malzeichen mit schwarz aufgefüllter linker Hälfte                                                |
| U+29D5 (10709) | ⧕               | mathematisches Symbol                 | TIMES WITH RIGHT HALF BLACK                                           | Malzeichen mit schwarz aufgefüllter rechter Hälfte                                               |
| U+29D6 (10710) | ⧖               | mathematisches Symbol                 | WHITE HOURGLASS                                                       | Weiße Sanduhr                                                                                    |
| U+29D7 (10711) | ⧗               | mathematisches Symbol                 | BLACK HOURGLASS                                                       | Schwarze Sanduhr                                                                                 |
| U+29D8 (10712) | ⧘               | öffnende Punktierung (eines Paars)    | LEFT WIGGLY FENCE                                                     | Linker welliger Strich                                                                           |
| U+29D9 (10713) | ⧙               | schließende Punktierung (eines Paars) | RIGHT WIGGLY FENCE                                                    | Rechter welliger Strich                                                                          |
| U+29DA (10714) | ⧚               | öffnende Punktierung (eines Paars)    | LEFT DOUBLE WIGGLY FENCE                                              | Linker doppelter welliger Strich                                                                 |
| U+29DB (10715) | ⧛               | schließende Punktierung (eines Paars) | RIGHT DOUBLE WIGGLY FENCE                                             | Rechter doppelter welliger Strich                                                                |
| U+29DC (10716) | ⧜               | mathematisches Symbol                 | INCOMPLETE INFINITY                                                   | Unvollständiges Unendlichkeitszeichen                                                            |
| U+29DD (10717) | ⧝               | mathematisches Symbol                 | TIE OVER INFINITY                                                     | Bindebogen über Unendlichkeitszeichen                                                            |
| U+29DE (10718) | ⧞               | mathematisches Symbol                 | INFINITY NEGATED WITH VERTICAL BAR                                    |                                                                                                  |
| U+29DF (10719) | ⧟               | mathematisches Symbol                 | DOUBLE-ENDED MULTIMAP                                                 | Multimengenzeichen mit zwei Enden                                                                |
| U+29E0 (10720) | ⧠               | mathematisches Symbol                 | SQUARE WITH CONTOURED OUTLINE                                         | D’Alembert-Operator                                                                              |
| U+29E1 (10721) | ⧡               | mathematisches Symbol                 | INCREASES AS                                                          |                                                                                                  |
| U+29E2 (10722) | ⧢               | mathematisches Symbol                 | SHUFFLE PRODUCT                                                       | Shuffle-Produkt                                                                                  |
| U+29E3 (10723) | ⧣               | mathematisches Symbol                 | EQUALS SIGN AND SLANTED PARALLEL                                      |                                                                                                  |
| U+29E4 (10724) | ⧤               | mathematisches Symbol                 | EQUALS SIGN AND SLANTED PARALLEL WITH TILDE ABOVE                     |                                                                                                  |
| U+29E5 (10725) | ⧥               | mathematisches Symbol                 | IDENTICAL TO AND SLANTED PARALLEL                                     |                                                                                                  |
| U+29E6 (10726) | ⧦               | mathematisches Symbol                 | GLEICH STARK                                                          | tautologisch äquivalent                                                                          |
| U+29E7 (10727) | ⧧               | mathematisches Symbol                 | THERMODYNAMIC                                                         | Thermodynamisch                                                                                  |
| U+29E8 (10728) | ⧨               | mathematisches Symbol                 | DOWN-POINTING TRIANGLE WITH LEFT HALF BLACK                           | Nach unten zeigendes Dreieck mit linker schwarzer Hälfte                                         |
| U+29E9 (10729) | ⧩               | mathematisches Symbol                 | DOWN-POINTING TRIANGLE WITH RIGHT HALF BLACK                          | Nach unten zeigendes Dreieck mit rechter schwarzer Hälfte                                        |
| U+29EA (10730) | ⧪               | mathematisches Symbol                 | BLACK DIAMOND WITH DOWN ARROW                                         | Schwarzes Karo mit Pfeil nach unten                                                              |
| U+29EB (10731) | ⧫               | mathematisches Symbol                 | BLACK LOZENGE                                                         | Schwarzer Rhombus                                                                                |
| U+29EC (10732) | ⧬               | mathematisches Symbol                 | WHITE CIRCLE WITH DOWN ARROW                                          | Weißer Kreis mit Pfeil nach unten                                                                |
| U+29ED (10733) | ⧭               | mathematisches Symbol                 | BLACK CIRCLE WITH DOWN ARROW                                          | Schwarzer Kreis mit Pfeil nach unten                                                             |
| U+29EE (10734) | ⧮               | mathematisches Symbol                 | ERROR-BARRED WHITE SQUARE                                             | Weißes Quadrat mit Fehlerbalken                                                                  |
| U+29EF (10735) | ⧯               | mathematisches Symbol                 | ERROR-BARRED BLACK SQUARE                                             | Schwarzes Quadrat mit Fehlerbalken                                                               |
| U+29F0 (10736) | ⧰               | mathematisches Symbol                 | ERROR-BARRED WHITE DIAMOND                                            | Weißer Rhombus mit Fehlerbalken                                                                  |
| U+29F1 (10737) | ⧱               | mathematisches Symbol                 | ERROR-BARRED BLACK DIAMOND                                            | Schwarzer Rhombus mit Fehlerbalken                                                               |
| U+29F2 (10738) | ⧲               | mathematisches Symbol                 | ERROR-BARRED WHITE CIRCLE                                             | Weißer Kreis mit Fehlerbalken                                                                    |
| U+29F3 (10739) | ⧳               | mathematisches Symbol                 | ERROR-BARRED BLACK CIRCLE                                             | Schwarzer Kreis mit Fehlerbalken                                                                 |
| U+29F4 (10740) | ⧴               | mathematisches Symbol                 | RULE-DELAYED                                                          |                                                                                                  |
| U+29F5 (10741) | ⧵               | mathematisches Symbol                 | REVERSE SOLIDUS OPERATOR                                              | Operator umgekehrter Schrägstrich                                                                |
| U+29F6 (10742) | ⧶               | mathematisches Symbol                 | SOLIDUS WITH OVERBAR                                                  | Schrägstrich mit Überstrich                                                                      |
| U+29F7 (10743) | ⧷               | mathematisches Symbol                 | REVERSE SOLIDUS WITH HORIZONTAL STROKE                                | Umgekehrter Schrägstrich mit Querstrich                                                          |
| U+29F8 (10744) | ⧸               | mathematisches Symbol                 | BIG SOLIDUS                                                           | Großer Schrägstrich                                                                              |
| U+29F9 (10745) | ⧹               | mathematisches Symbol                 | BIG REVERSE SOLIDUS                                                   | Großer umgekehrter Schrägstrich                                                                  |
| U+29FA (10746) | ⧺               | mathematisches Symbol                 | DOUBLE PLUS                                                           | Doppeltes Pluszeichen                                                                            |
| U+29FB (10747) | ⧻               | mathematisches Symbol                 | TRIPLE PLUS                                                           | Dreifaches Pluszeichen                                                                           |
| U+29FC (10748) | ⧼               | öffnende Punktierung (eines Paars)    | LEFT-POINTING CURVED ANGLE BRACKET                                    | Nach links zeigende gekrümmte spitze Klammer                                                     |
| U+29FD (10749) | ⧽               | schließende Punktierung (eines Paars) | RIGHT-POINTING CURVED ANGLE BRACKET                                   | Nach rechts zeigende gekrümmte spitze Klammer                                                    |
| U+29FE (10750) | ⧾               | mathematisches Symbol                 | TINY                                                                  | Tiny (Kombinatorische Spieltheorie)                                                              |
| U+29FF (10751) | ⧿               | mathematisches Symbol                 | MINY                                                                  | Miny (Kombinatorische Spieltheorie)                                                              |